# 失眠 (電影)
《失眠》（英語：The Sleep Curse）是一部於2017年上映的香港恐怖驚慄電影，邱禮濤導演，黃秋生領銜主演，衛詩雅、吳俐璇主演；出爐金像影帝林家棟友情演出。

## 故事大綱
著名大學醫學院教授林惜家，專門研究人類長時間不需睡眠的方法。
一天，前女友丘夢熙突然現身求助，原來她的家人全部患上失眠症，病情去到末期，病人更會陷入失常狀態、極具攻擊性。
為探究真相，林惜家開始連串恐怖實驗：潛入停屍間偷取病人大腦，又把丘夢熙關在密室軟禁，藉此研究睡眠和大腦蛋白質之間的關係。
隨著實驗愈深入，蹊蹺的事情不斷在丘夢熙身上發生；就連林惜家也看似受感染，心底開始出現吃人肉的慾望。
原來一切牽涉到45年前，香港日佔時期孿生姐妹侯文媛和侯文禎的一宗倫常慘案有關。

## 演員表
| 演員     | 角色     | 介紹 |
| 黃秋生   | 林醒     | 林惜家之父 侯文媛之夫 侯文禎妹夫，遭其臨死前落咒而失眠 其父曾為清朝改革派官員，因逃避慈禧追殺而流亡日本 曾於日本居住及留學 因家人遭刁難被迫成為日本人的翻譯 暗中放走被囚禁在慰安所的祥哥、祥嫂的女兒——梅、蘭、菊、竹 因失眠而發狂並殺害侯文媛、田中一輝及數名日本士兵 最後被數名日本士兵亂鎗射殺 |
| 黃秋生   | 林惜家   | 香港大學醫學院教授 林醒之子 侯文媛繼子 侯文禎外甥，曾被其怨灵纏擾數十年 丘夢熙前男友 於青年時期用枕頭把嫲嫲悶死 被Draco發現啃食丘夢熙的手後被警方拘捕 |
| 衛詩雅   | 侯文媛   | 侯文禎孿生妹妹 林醒第二任妻子 林惜家繼母 後被因失眠而發狂的林醒斬死後將頭部扔落街 |
| 衛詩雅   | 侯文禎   | 女鬼，侯文媛孿生姊姊 林惜家姨母 右眼因意外而殘疾 繼承家傳的茅山術 曾被周福及十數名日本士兵強暴致死 臨死前分別向周福及林醒下咒 其屍首被侯文媛於亂葬崗發現並下葬 在數十年間，以怨灵型態纏擾林惜家                                                                                                  |
| 吳俐璇   | 丘夢熙   | 本姓周 林惜家前女友 周福孫女 於結局因為失眠症而開始吃自己的手，最後被林惜家咬死 |
| 林家棟   | 周福     | 漢奸，曾管理慰安所 丘夢熙祖父 田中一郎手下 因被田中一郎遷怒，憤而強姦候文禎，被其落咒 抗戰後離開香港移居馬來西亞，並改姓丘 |
| 船木一輝 | 田中一郎 | 日本軍官，官階：大佐 林醒、周福上司 曾賞識林醒 曾垂涎侯文禎美色，因其眼疾而作罷，並遷怒周福 被因失眠而發狂的林醒五花大綁在床上，並用刀割下整個陰莖睾丸（註：陰莖被扯離、同時不斷噴血的大特寫被刪走）強行塞入其口部，最後被斬首而死                                                               |
| 麥子樂   | Draco    | 林惜家學生兼研究室助手 於結局發現林惜家吃丘夢熙的手後報警 |

## 票房
截至6月11日，香港累積票房4,239,526。
台灣票房方面，最終票房1500萬元新台幣。

## 奬項及提名
| 年度   | 颁奖典礼                   | 奖项       | 姓名   | 结果 |
| ------ | -------------------------- | ---------- | ------ | ---- |
| 2018年 | 第24屆香港電影評論學會大獎 | 最佳女演員 | 衛詩雅 | 提名 |

## 軼事
拍攝期間，由於還要執導另一套同樣於2017年上映的香港懸疑警匪戰爭動作片《拆彈專家》的關係，邱禮濤拍攝兩部電影其間出現混亂。

## 外部連結
- 香港影庫上《失眠》的資料（繁體中文）
- 互联网电影数据库（IMDb）上《失眠》的资料（英文）
- 豆瓣电影上《失眠》的資料 （简体中文）
- 时光网上《失眠》的資料（简体中文）